# Dominikalgut
Unter Dominikalgut oder Herrenbesitz wurde in der Habsburgermonarchie bis 1918 ein in der Landtafel eingetragener Eigenbesitz einer Herrschaft (d. h. in der Regel eines Adeligen) bezeichnet. Das Dominikalgut steht in Eigenbewirtschaftung des Inhabers der Ortsherrschaft. Der Gegenbegriff dazu ist Rustikalgut (Eigenbesitz eines Bauern) und das Kammergut (Zubehör der Landesherrschaft).